# جان بيرتن
جان بيرتن (بالفرنسية: Jean Bertin)‏ (5 سبتمبر 1917 بالقرب من مقاطعة يون - 21 ديسمبر 1975 في نويي سور سان) كان مهندس فرنسي. يرتبط اسمه بتطوير الملاحة الجوية. درس جان في المدرسة العليا للملاحة الجوية والتطبيقية، بعد إكماله التدريب عام 1938 انضم عام 1944 إلى شركة فرنسية دولية لتطوير محركات الطائرات (الشركة الوطنية للدراسات وإنشاء محركات الطائرات). أسس عام 1955 شركة بيرتن وسي.

## وصلات خارجية
- سيرة ذاتية (باللغة الفرنسية).